# Leslie Howard
Leslie Howard, nato Leslie Howard Steiner (Londra, 3 aprile 1893 – Golfo di Biscaglia, 1º giugno 1943), è stato un attore, regista e produttore cinematografico britannico, tra i più rappresentativi del suo tempo.

## Biografia
Leslie Howard nacque a Londra nel distretto di Forest Hill. Il suo nome alla nascita era Leslie Howard Steiner: suo padre, Ferdinand Steiner, era un ebreo ungherese immigrato in Inghilterra e divenuto cittadino britannico nel 1891, mentre sua madre Lilian Blumberg apparteneva ad una famiglia londinese della borghesia agiata. Poco dopo la nascita di Leslie Howard, la sua famiglia si trasferì a Vienna, dove rimase per alcuni anni. Rientrata in Inghilterra, la famiglia Steiner si stabilì ad Upper Norwood, Londra.
Leslie Howard cominciò ad interessarsi al teatro molto presto, prima in famiglia, incoraggiato dalla madre, e poi durante gli studi all'Alleyn's School di Dulwich, Londra. Nel 1914 prese parte ad un film diretto dallo zio Wilfred Noy, The Heroine of Mons.

Dopo un breve periodo di lavoro come impiegato in una banca, allo scoppio della prima guerra mondiale si arruolò volontario e restò in servizio nel Reggimento Northamptonshire Yeomanry con il grado di  second lieutenant (sottotenente)  fino al maggio del 1916. Nel 1916 sposò Ruth Evelyn Martin, dalla quale ebbe due figli, Ronald (1918-1996) - che divenne poi attore cinematografico e televisivo - e Leslie Ruth (1924-2013).

### Gli esordi
Dopo aver recitato principalmente nei teatri di provincia tra il 1916 e il 1918, partecipando alle tournée di opere di grande successo come Peg O' My Heart e La zia di Carlo, Leslie Howard ottenne il primo ruolo di rilievo a Londra in The Freaks di Arthur Wing Pinero. L'anno seguente, sempre sui palcoscenici londinesi, apparve in The Title di Arnold Bennett e Our Mr. Hepplewhite di Gladys Unger. 

Oltre a recitare in teatro, Howard aveva continuato ad interessarsi al cinema; dopo il primo film del 1914, aveva ottenuto una parte anche in The Happy Warrior (1917), diretto da F. Martin Thornton. Nel 1919 Howard fondò con l'amico Adrian Brunel una casa di produzione cinematografica a Londra, la Minerva Films, che si avvalse di attori già famosi come C. Aubrey Smith e di uno sceneggiatore importante come A. A. Milne. Howard recitò anche da protagonista in due dei film da lui prodotti, Five Pounds Reward e Bookworms. La vita della Minerva Film, nonostante l'interesse suscitato (fra i finanziatori figurava anche lo scrittore H.G. Wells) fu però breve, e si chiuse nel 1921.
Intanto, nel 1920, il successo ottenuto sulle scene in Mr. Pim Passes By di A. A. Milne aveva valso a Howard una scrittura a Broadway. Nel 1920 cambiò definitivamente il suo nome in Leslie Howard.

### La carriera teatrale

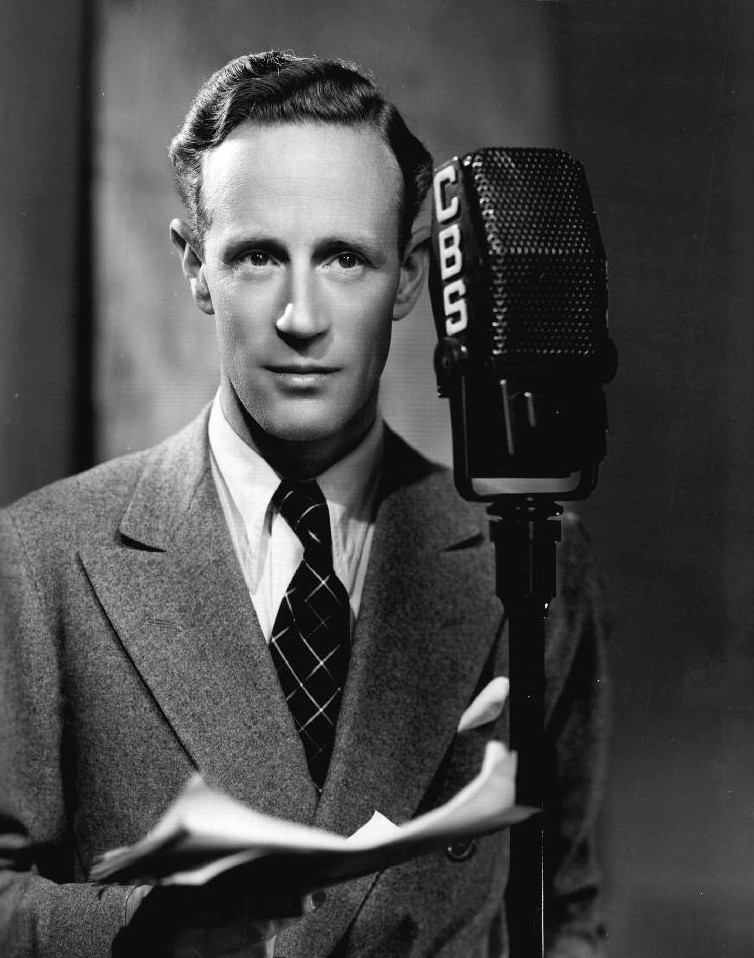
Leslie Howard ai microfoni della CBS (1937)

Leslie Howard arrivò a New York nell'ottobre 1920, scritturato da Gilbert Miller per la produzione di Just Suppose di A.E. Thomas, all'Henry Miller Theatre di Broadway. Iniziò così la sua fortunata carriera sui palcoscenici di New York e di Londra, alternata, fino al 1936, ai frequenti impegni cinematografici. 

Fra i maggiori successi teatrali di Howard si ricordano Outward Bound di Sutton Vane (1924) — da cui fu in seguito tratto l'omonimo film del 1930, prima prova hollywoodiana dell'attore — The Green Hat di Michael Arlen (1925), Her Cardboard Lover di Valerie Wyngate e P. G. Wodehouse (1927), Escape di John Galsworthy (1927), Berkeley Square di John L. Balderston (1929), The Animal Kingdom di Philip Barry (1932) e The Petrified Forest di Robert E. Sherwood (1935); da questi tre ultimi lavori teatrali furono tratti i film omonimi, interpretati dallo stesso Howard. Nel 1936 produsse, diresse ed interpretò l'Amleto di Shakespeare.
La sua ultima apparizione teatrale fu nel ruolo di Horatio Nelson nell'edizione di Cathedral Steps di Clemence Dane realizzata nel 1942 come speciale celebrazione del Trafalgar Day sulla scalinata della cattedrale di St.Paul's a Londra.
Numerose furono le partecipazioni di Leslie Howard a trasmissioni radiofoniche, compresi alcuni radiodrammi fra i quali una versione del suo celebre film La Primula Rossa, interpretato nel 1938 con Olivia de Havilland.
Howard fu anche autore di racconti pubblicati su riviste come il New Yorker e Vanity Fair, e di alcuni lavori teatrali che produsse, diresse e interpretò: Murray Hill (1927) (ripresa sulle scene e ripubblicata con titoli diversi: Tell Me The Truth e Elizabeth Sleeps Out, Out of a Blue Sky (1930), rielaborazione di una commedia di Hans Chlumberg. Curò anche la messa in scena di un'altra sua commedia, Alias Mrs. Jones, nel 1937, al Little Theatre di Bristol, con la compagnia dei Rapier Players.

### La carriera cinematografica

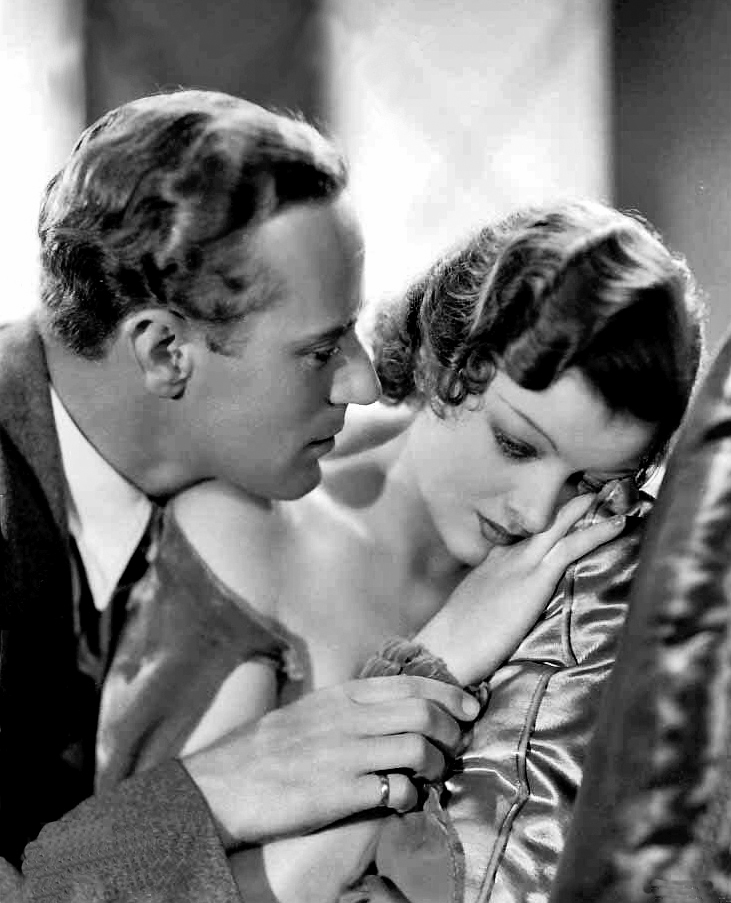
Leslie Howard e Myrna Loy in The Animal Kingdom (1932)

Dopo il successo teatrale ottenuto a Broadway, Leslie Howard fu chiamato a Hollywood, dove lavorò fino al 1939, salvo la partecipazione ad alcune produzioni britanniche: Service for Ladies (1931), The Lady is Willing (1934), La Primula Rossa (1934), Pigmalione (1938).
Il suo film d'esordio a Hollywood, Outward Bound (1930), era tratto dal lavoro teatrale da lui interpretato con successo a Broadway, sebbene in un ruolo diverso: nel film Leslie Howard è Tom Prior, ruolo che in teatro era stato interpretato da Alfred Lunt, mentre quello del giovane Henry è interpretato da Douglas Fairbanks Jr..
Successivamente, nei primi anni a Hollywood, Howard fu spesso costretto in ruoli sentimentali piuttosto convenzionali e stereotipati. La sua figura elegante e aristocratica gli assicurò subito grande popolarità presso il pubblico femminile, ma lo relegò spesso in ruoli di innamorato nobile e romantico, contrapposto a rivali malvagi e brutali, come nei film Io amo (1931) e Catene (1932), o in storie romantico-avventurose come La voce del sangue (1931) e Segreti (1933), uno degli ultimi film di Mary Pickford. In questi primi film fu affiancato ad attrici già celebri, come la citata Mary Pickford, Marion Davies, Norma Shearer e Ann Harding. Sempre nel 1933, Howard girò un altro film con Douglas Fairbanks Jr., Catturato, una storia di guerra e di eroismo ambientata nelle trincee della prima guerra mondiale.

Un altro ruolo che interpretò più volte sullo schermo è quello dell'uomo conteso da due donne, che da Service for Ladies, Five and Ten (1931) e The Animal Kingdom (1932) - già da lui interpretato con grande successo a Broadway - si riproporrà fino al personaggio di Ashley Wilkes in Via col vento.

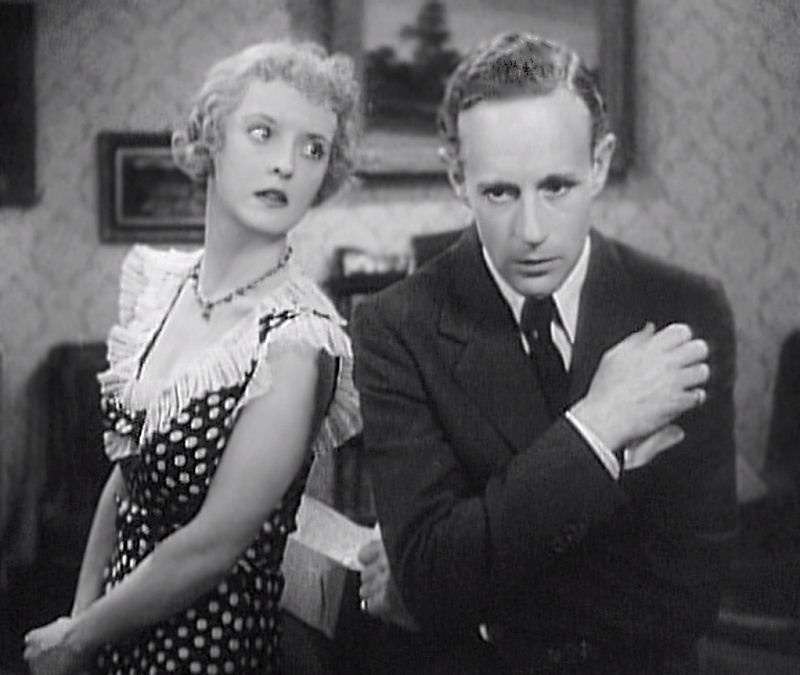
Leslie Howard e Bette Davis in Schiavo d'amore (1934)

Negli anni successivi, consolidata la sua fama e divenuto più selettivo nella scelta dei personaggi, ebbe modo di rivelare anche sullo schermo, come già era accaduto in teatro, le sue doti di interprete in film di maggior impegno e prestigio quali La strana realtà di Peter Standish (1933), riduzione cinematografica della commedia Berkeley Square - da lui già portata sulle scene di Londra e di Broadway nel 1929 - per il quale ottenne la nomination all'Oscar e Schiavo d'amore (1934) con Bette Davis, tratto dal romanzo di William Somerset Maugham. 

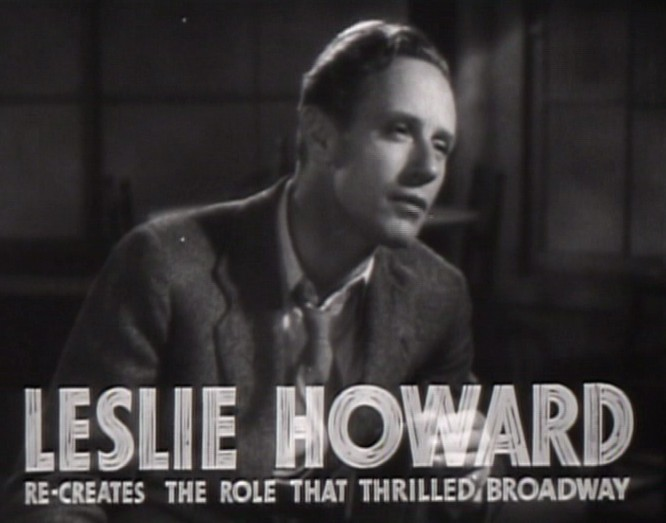
Leslie Howard nel trailer de La foresta pietrificata (1936)

Nel 1934 il grande successo del film La Primula Rossa, nel quale forniva una indimenticabile interpretazione di sir Percy Blakeney, personaggio avventuroso celato sotto la maschera del damerino inglese, lo consacrava definitivamente quale stella di popolarità mondiale. Seguì La foresta pietrificata (1936) - già suo successo teatrale - a fianco di Bette Davis e di Humphrey Bogart, al quale era legato da grande amicizia e che impose come interprete del personaggio di Duke Mantee, opponendosi alle scelte della produzione. La sua intuizione del grande potenziale di Humphrey Bogart si rivelò esatta: Bogart divenne subito un beniamino del pubblico e fu sempre riconoscente all'amico per il sostegno ricevuto.
Negli anni successivi le interpretazioni cinematografiche di Leslie Howard si diradarono. Nel 1936 fu chiamato da Irving Thalberg a interpretare il ruolo di Romeo nel film Giulietta e Romeo diretto da George Cukor, a fianco di Norma Shearer. Sebbene poco tentato dal ruolo di Romeo, Howard accettò la parte perché considerava quell'imponente tentativo di portare Shakespeare sullo schermo come uno dei più grandi esperimenti cinematografici di quegli anni.
Seguirono poi due film nei quali, come già in teatro e nei suoi racconti, Howard mostrò particolare propensione per la commedia che gli consentiva toni autoironici: Avventura a mezzanotte, a fianco di Bette Davis e Olivia de Havilland, in cui interpretò la caricatura di un attore di teatro vanitoso e facile alle avventure galanti, e Ed ora... sposiamoci, con Joan Blondell e Humphrey Bogart, satira del mondo del cinema, entrambi del 1937.
Nel 1938 Howard tornò in Inghilterra per interpretare il ruolo del professor Higgins in Pigmalione (1938), dall'omonima commedia di George Bernard Shaw, del quale curò anche la regia con Anthony Asquith e per il quale ricevette la Coppa Volpi al miglior attore alla 6ª edizione della Mostra Internazionale d'Arte Cinematografica di Venezia nel 1938. L'anno seguente, David O. Selznick lo volle in Via col vento, nel quale interpretò magistralmente il personaggio di Ashley Wilkes. L'ultima produzione hollywoodiana alla quale Howard partecipò fu Intermezzo (1939), in cui ebbe come partner Ingrid Bergman, e di cui fu anche produttore associato.

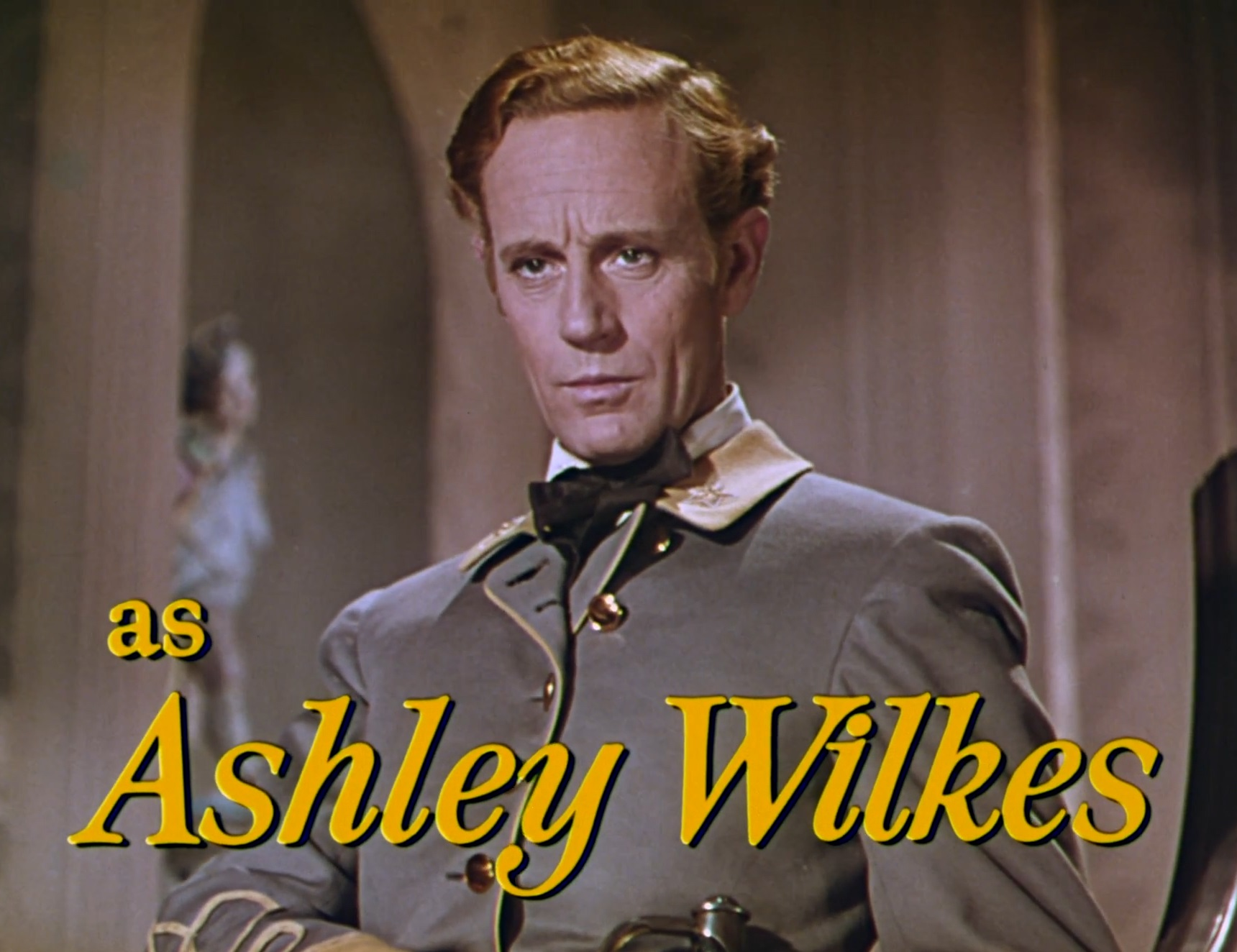
Leslie Howard nel promo di Via col vento (1939)

Allo scoppio della seconda guerra mondiale Howard rientrò in Inghilterra dove, dopo aver partecipato a Gli invasori - 49mo parallelo, diretto da Michael Powell, nel ruolo dell'antropologo Philip Armstrong Scott, interpretò, diresse e produsse alcuni film a sfondo patriottico-propagandistico: La Primula Smith (1941), film da lui interpretato e diretto, ispirato al personaggio della Primula Rossa riadattato in chiave anti-nazista secondo il suo gusto per il caricaturale, e Il primo dei pochi (1942), sua ultima interpretazione cinematografica, a fianco di David Niven.

### La morte
Dopo il suo rientro in Inghilterra, Leslie Howard fu impegnato in una serie di trasmissioni radiofoniche della BBC e nella produzione di film di propaganda, come From the Four Corners, da lui scritto e interpretato, e Sesso gentile (1942), sull'impegno bellico delle donne inglesi, di cui curò la regia e di cui fu voce narrante.
Alla fine di aprile del 1943 partì per un giro di conferenze in Portogallo e in Spagna, durante il quale presentò i suoi ultimi film e parlò della sua visione di Amleto. Il 1º giugno 1943 s'imbarcò a Lisbona per fare ritorno in Inghilterra sul volo KLM/BOAC 777, operato con un Douglas DC-3.
Mentre l'apparecchio stava sorvolando il golfo di Biscaglia, venne intercettato e abbattuto da una squadriglia di Junkers Ju 88 della Luftwaffe. L'indomani uno Short S.25 Sunderland della RAAF, l'aeronautica militare australiana, fu mandato a perlustrare il sito dell'abbattimento alla ricerca di superstiti, ma fu attaccato da velivoli della stessa squadriglia di Junkers. Nessun superstite fu poi recuperato tra i tredici passeggeri e i quattro uomini di equipaggio.
Nel libro SOLDATEN combattere uccidere morire, di Sonke Neitzel e Harald Welzer, nel paragrafo "Caccia" è descritto l'episodio da uno dei piloti tedeschi che hanno fisicamente abbattuto l'aereo su cui viaggiava l'attore. 

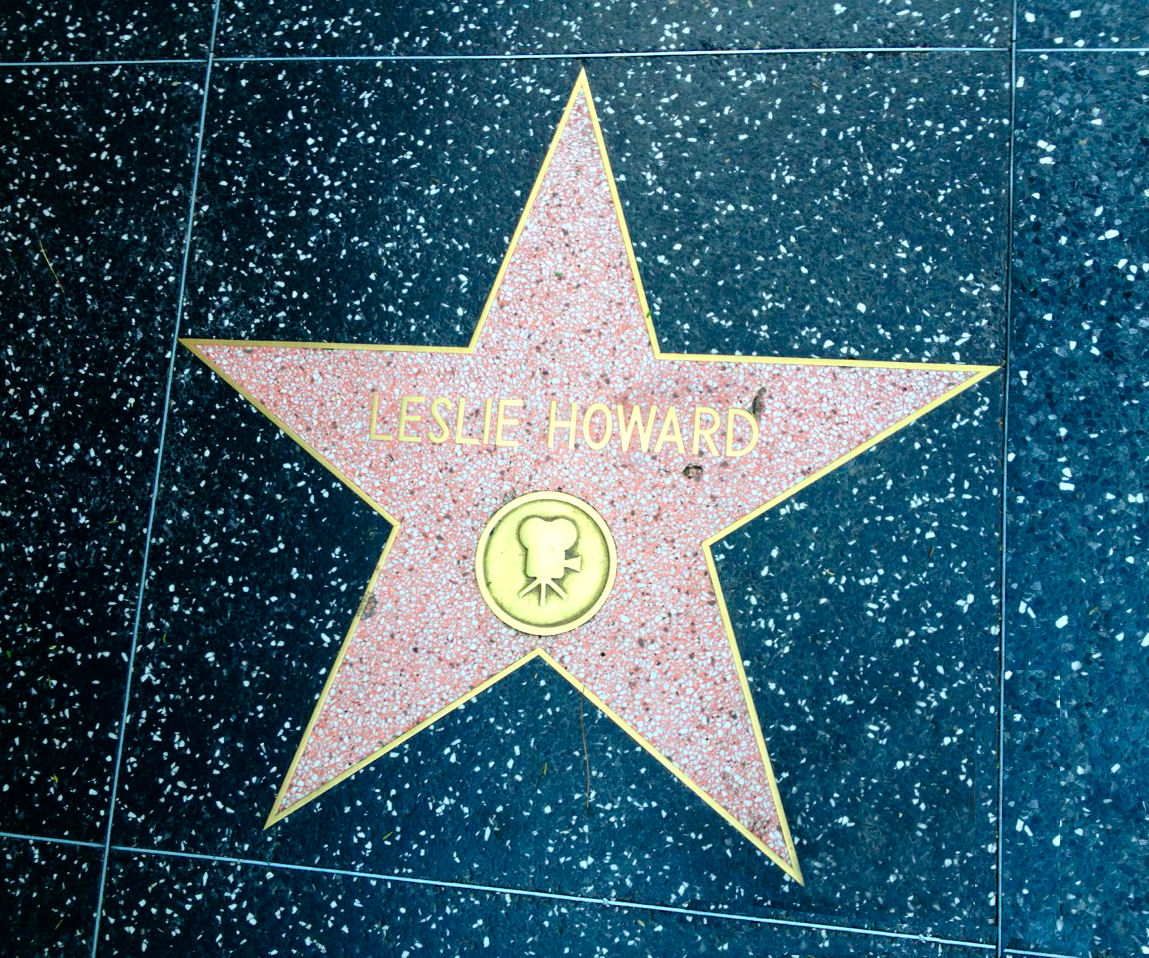
La stella di Leslie Howard sulla Hollywood Walk of Fame

#### Le teorie
Sul tragico episodio che mise fine alla vita di Leslie Howard furono avanzate varie ipotesi.
La versione più nota e diffusa sostiene che i tedeschi credettero erroneamente che sull'aereo fosse imbarcato Winston Churchill; alcune teorie hanno suggerito in seguito che le conferenze culturali di Leslie Howard fossero in realtà la copertura per una missione diplomatica segreta e che l'attore fosse al servizio dell'Intelligence inglese. Un'altra interpretazione della vicenda, sostenuta nel suo libro dallo stesso figlio di Leslie Howard, ritenne invece che i nazisti avessero voluto punire l'attore, odiato per la sua attività di propaganda anti-nazista. Altre interpretazioni hanno suggerito che l'Intelligence britannica fosse venuta a conoscenza in anticipo di un possibile attacco al velivolo e avesse sacrificato l'aereo per non compromettere il buon esito di future intercettazioni. Nessuna di queste teorie, tuttavia, ha avuto finora una conferma ufficiale.
Un altro filone di ipotesi "complottistiche" prende spunto dalle affermazioni del personaggio del professor Smith, protagonista de La Primula Smith, il quale nel film sostiene col ministro della cultura tedesco la tesi di alcuni studiosi secondo la quale William Shakespeare sarebbe stato solo uno pseudonimo dietro al quale si celava Edward de Vere, 17º conte di Oxford. A partire da questo, è stata elaborata una teoria secondo la quale Howard fu vittima di una cospirazione a causa di questa sua convinzione. Tale ipotesi è stata confutata da più fonti

## Teatro
- Peg O’ My Heart di J. Hartley Manners (1916-1917)
- Charley’s Aunt di Brandon Thomas (1916-1917)
- The Tidings Brought to Mary di Paul Claudel (1917) nel ruolo dell'Apprendista
- Under Cover di Roi Cooper Megrue (1917) nel ruolo di Monty Vaughan
- The Freaks di Arthur Wing Pinero (1918) nel ruolo di Ronald Herrick
- Romanticismo di Gerolamo Rovetta (1918) nel ruolo del marchese Giacomino D'Arfo
- The Title di Arnold Bennett (1918) nel ruolo di John Culver
- Our Mr. Hepplewhite di Gladys Unger (1919) nel ruolo di Lord Bagley
- Mr. Pim Passes By di A.A. Milne (1920) nel ruolo di Brian Strange
- The Young Person in Pink di Gertrude Jennings (1920)
- Kitty Breaks Loose di Kingston Stack (1920) nel ruolo di Mr. Wilson
- East is West di Samuel Shipman e John B. Hymer (1920) nel ruolo di Billy Benson
- Just Suppose di A.E. Thomas (1920) nel ruolo di Sir Calverton Shipley - trasferimento a Broadway
- The Wren di Booth Tarkington (1921) nel ruolo di Roddy
- Danger di Cosmo Hamilton (1921) nel ruolo di Pery Sturgess
- The Truth About Bladys di A.A. Milne (1922) nel ruolo di Oliver Blayds-Conway
- A Serpent's Tooth di Arthur Richman (1922) nel ruolo di Jerry Middleton
- The Romantic Age by A.A. Milne (1922) nel ruolo di Gervase Mallory
- The Lady Cristilinda di Monckton Hoffe (1922) nel ruolo di Martini
- Anything Might Happen di Edgar Selwyn (1923) nel ruolo di Hal Turner
- Aren't We All? di Frederick Lonsdale (1924) nel ruolo di Willie Tatham
- Outward Bound di Sutton Vane (1924) nel ruolo di Henry
- The Werewolf di Gladys Unger (1924) nel ruolo di Paolo Moreira
- Shall We Join the Ladies? di James M. Barrie (1925) nel ruolo di Mr. Preen
- Isabel di Curt Goetz (1925) nel ruolo di Peter Graham
- The Green Hat di Michael Arlen (1925) nel ruolo di Napier Harpender
- Her Cardboard Lover di Valerie Wyngate & P.G. Wodehouse (1927) nel ruolo di André Sallicel
- Murray Hill di Leslie Howard (1927) nel ruolo di Wrigley
- Escape di John Galsworthy (1927) nel ruolo di Matt Denant
- Her Cardboard Lover di Valerie Wyngate & P.G. Wodehouse (1928) nel ruolo di André Sallicel - a Londra
- Berkeley Square di John L. Balderston (1929) nel ruolo di Peter Standish - a Londra
- Candle Light di Siegfried Geyer e P.G. Wodehouse (1929) nel ruolo di Josef - ritorno a Broadway
- Berkeley Square di John L. Balderston (1929) nel ruolo di Peter Standish
- Out of A Blue Sky di Leslie Howard (1930) da Hans Chlumberg (regia)
- The Animal Kingdom di Philip Barry (1932) nel ruolo di Tom Collier
- We Are No Longer Children di Léopold Marchand (1932) (regia)
- This Side Idolatry di Talbot L. Jennings (1933) nel ruolo di William Shakespeare - a Londra
- The Petrified Forest di Robert E. Sherwood (1935) nel ruolo di Alan Squier - a Broadway
- Hamlet di William Shakespeare (1936) nel ruolo di Amleto
- Alias Mrs. Jones di Leslie Howard (1937) (regia)
- Cathedral Steps di Clemence Dane (1942) - nel ruolo di Horatio Nelson

## Filmografia

### Attore
- The Heroine of Mons, regia di Wilfred Noy (1914)
- The Happy Warrior, regia di F. Martin Thornton (1917)
- The Lackey and the Lady, regia di Thomas Bentley (1919)
- Five Pounds Reward, regia di Adrian Brunel (1920)
- Bookworms, regia di Adrian Brunel (1920)
- Outward Bound, regia di Robert Milton (1930)
- La voce del sangue (Never the Twain Shall Meet), regia di W. S. Van Dyke (1931)
- Io amo (A Free Soul), regia di Clarence Brown (1931)
- Five and Ten, regia di Robert Z. Leonard (1931)
- Devotion, regia di Robert Milton (1931)
- Service for Ladies, regia di Alexander Korda (1932)
- Catene (Smilin' Through), regia di Sidney Franklin (1932)
- The Animal Kingdom, regia di Edward H. Griffith (1932)
- Segreti (Secrets), regia di Frank Borzage (1933)
- Catturato (Captured!), regia di Roy Del Ruth (1933)
- La strana realtà di Peter Standish (Berkeley Square), regia di Frank Lloyd (1933)
- Schiavo d'amore (Of Human Bondage), regia di John Cromwell (1934)
- The Lady is Willing, regia di Gilbert Miller (1934)
- British Agent, regia di Michael Curtiz (1934)
- La Primula Rossa (The Scarlet Pimpernel), regia di Harold Young (1934)
- La foresta pietrificata (The Petrified Forest), regia di Archie Mayo (1936)
- Giulietta e Romeo (Romeo and Juliet), regia di George Cukor (1936)
- Avventura a mezzanotte (It's Love I'm After), regia di Archie Mayo (1937)
- Ed ora... sposiamoci! (Stand-in), regia di Tay Garnett (1937)
- Pigmalione (Pygmalion), regia di Anthony Asquith e Leslie Howard (1938)
- Intermezzo (Intermezzo: A Love Story), regia di Gregory Ratoff (1939)
- Via col vento (Gone with the wind), regia di Victor Fleming (1939)
- La Primula Smith ("Pimpernel" Smith), regia di Leslie Howard (1941)
- Gli invasori - 49º parallelo (49th Parallel), regia di Michael Powell (1941)
- Common Heritage o War in the Mediterranean (cortometraggio, 1941)
- Il primo dei pochi (The First of the Few), regia di Leslie Howard (1942)
- From the Four Corners, regia di Anthony Havelock-Allan (1942)
- Eroi del mare (In Which We Serve), regia di Noël Coward e David Lean (1942)
- Sesso gentile (The Gentle Sex), regia di Leslie Howard (1943)

### Regista
- Pigmalione (Pygmalion, 1938)
- La Primula Smith ("Pimpernel" Smith, 1941)
- Il primo dei pochi (The First of the Few, 1942)
- Sesso gentile (The Gentle Sex, 1943)
- La lampada arde (The Lamp Stills Burn, 1943)

### Produttore
- Intermezzo, regia di Gregory Ratoff (1939) (produttore associato)
- La Primula Smith ("Pimpernel" Smith), regia di Leslie Howard (1941)
- Il primo dei pochi (The First of the Few), regia di Leslie Howard (1942)
- Sesso gentile (The Gentle Sex), regia di Leslie Howard (1943)
- La lampada arde (The Lamp Still Burns), regia di Maurice Elvey e Leslie Howard (1943)

## Libri
- (EN) Murray Hill. A comedy in three acts, New York/Los Angeles/Londra, S. French, 1934.
- (EN) Ronald Howard (a cura di), Trivial Fond Records, Londra, William Kimber & Co Ltd, 1982, ISBN 978-0-7183-0418-8.

## Doppiatori italiani
- Gualtiero De Angelis in La strana realtà di Peter Standish[27]
- Giulio Panicali in Giulietta e Romeo (entrambi i doppiaggi)
- Gino Cervi in La Primula Smith
- Sandro Ruffini in Via col vento
- Giuseppe Rinaldi in Intermezzo (ridoppiaggio)
- Paolo Ferrari in La Primula Rossa (primo ridoppiaggio)[28]
- Gianni Giuliano in Schiavo d'amore (ridoppiaggio)
- Oreste Rizzini in La Primula Rossa (secondo ridoppiaggio)
- Luca Ernesto Mellina in La foresta pietrificata (ridoppiaggio)
- Renato Cortesi in Ed ora... sposiamoci! (ridoppiaggio)
- Danilo Bruni in Pigmalione (doppiaggio tardivo)
- Rodolfo Traversa in Via col vento (ridoppiaggio)
- Gino La Monica in Gli invasori (ridoppiaggio)[29]

## Riconoscimenti
- Premio Oscar
  - 1934 – Candidatura come miglior attore in La strana realtà di Peter Standish
  - 1939 – Candidatura come miglior attore in Pigmalione
- Festival del cinema di Venezia
  - 1938: – Coppa Volpi per la migliore interpretazione maschile per Pigmalione
- Walk of Fame
  - 1960 – Star on the Walk of Fame – Motion Picture, al 6550 di Hollywood Boulevard